# ISO 3166-2:BA
ISO 3166-2:BA este o secțiune a ISO 3166-2, parte a standardului ISO 3166, publicat de Organizația Internațională de Standardizare (ISO), care definește codurile pentru subdiviziunile statului Bosnia și Herțegovina (a cărui cod ISO 3166-1 alpha-2 este BA).
În prezent sunt alocate coduri pentru două categorii se subdiviziuni:
- 2 entități și 1 district cu statut special
- 10 cantoane (toate în Federația Bosnia și Herzegovina; Republica Srpska nu este împărțită în cantoane)

Fiecare cod începe cu BA-, urmat de trei litere în cazul entităților și de două cifre în cazul districtelor.

## Codurile actuale
Codurile și numele diviziunilor sunt listate așa cum se regăsesc în standardul publicat de Agenția de Mentenanță a standardului ISO 3166 (ISO 3166/MA). Faceți click pe butonul din capul listei pentru a sorta fiecare coloană.
Codurile ce reprezintă numele subdiviziunilor sunt folosite în următoarele limbi administrative:
- (bs): Bosniacă
- (hr): Croată
- (sr): Sârbă

### Entități și districtul cu statut special
| Cod    | Nume subdiviziune (bs), (hr), (sr) | Tip subdiviziune           |
| ------ | ---------------------------------- | -------------------------- |
| BA-BIH | Bosnia și Herzegovina              | entitate                   |
| BA-SRP | Republika Srpska                   | entitate                   |
| BA-BRC | Districtul Brčko                   | district cu statut special |

### Cantoane

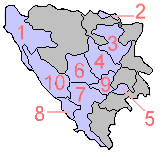
Harta Bosniei și Herțegovinei, cu fiecare canton reprezentat în funcţie de numărul din codul ISO 3166-2 (cifra 0 este omisă).

| Cod   | Nume subdiviziune (bs)           | Nume subdiviziune (hr)                    | Nume subdiviziune (sr)          | În entitatea |
| ----- | -------------------------------- | ----------------------------------------- | ------------------------------- | ------------ |
| BA-05 | Bosansko-podrinjski kanton       | Bosansko-podrinjska županija              | Bosansko-podrinjski kanton      | BIH          |
| BA-07 | Hercegovačko-neretvanski kanton  | Hercegovačko-neretvanska županija         | Hercegovačko-neretvanski kanton | BIH          |
| BA-10 | Kanton br. 10 (Livanjski kanton) | Županija br. 10 (Hercegbosanska županija) | Kanton br. 10                   | BIH          |
| BA-09 | Kanton Sarajevo                  | Sarajevska županija                       | Kanton Sarajevo                 | BIH          |
| BA-02 | Posavski kanton                  | Posavska županija                         | Posavski kanton                 | BIH          |
| BA-06 | Srednjobosanski kanton           | Srednjobosanska županija                  | Srednjobosanski kanton          | BIH          |
| BA-03 | Tuzlanski kanton                 | Tuzlanska županija                        | Tuzlanski kanton                | BIH          |
| BA-01 | Unsko-sanski kanton              | Unsko-sanska županija                     | Unsko-sanski kanton             | BIH          |
| BA-08 | Zapadnohercegovački kanton       | Zapadnohercegovačka županija              | Zapadnohercegovački kanton      | BIH          |
| BA-04 | Zeničko-dobojski kanton          | Zeničko-dobojska županija                 | Zeničko-dobojski kanton         | BIH          |